# Oleh Lisohor
Oleh Volodymyrovyč Lisohor (in ucraino Олег Володимирович Лісогор?; Brovary, 17 gennaio 1979) è un ex nuotatore ucraino.
Specializzato nella rana ha vinto moltissime medaglie in tutte le maggiori competizioni, eccetto le Olimpiadi. Ha detenuto il record del mondo nei 50 metri rana sia in vasca corta (dal 2002 al 2006 in 26.20, e dal 2006 al 2008 in 26.17), che in vasca lunga (dal 2002 al 2009 in 27.18). La sua interpretazione tecnica di questo stile accentua notevolmente il movimento delfinato: nella fase di recupero il bacino emerge quasi completamente, cosicché, terminata la fase propulsiva della gambata, gli arti inferiori sono spinti paralleli verso la superficie come nel delfino.

## Palmarès
- Mondiali

Fukuoka 2001: oro nei 50m rana.
Barcellona 2003: argento nei 50m rana.
Melbourne 2007: oro nei 50m rana.
- Mondiali in vasca corta

Atene 2000: bronzo nei 50m rana.
Mosca 2002: oro nei 50m rana e nei 100m rana.
Shanghai 2006: oro nei 50m rana e nei 100m rana e bronzo nella 4x100m misti.
Manchester 2008: oro nei 50m rana e bronzo nei 100m rana.
- Europei

Istanbul 1999: argento nei 50m rana.
Helsinki 2000: argento nei 50m rana e bronzo nella 4x100m misti.
Berlino 2002: oro nei 50m rana e nei 100m rana.
Madrid 2004: oro nei 50m rana, nei 100m rana e nella 4x100m misti.
Budapest 2006: oro nei 50m rana, argento nella 4x100m misti e bronzo nei 100m rana.
Eindhoven 2008: oro nei 50m rana e bronzo nei 100m rana.
- Europei in vasca corta

Lisbona 1999: argento nei 50m rana.
Valencia 2000: argento nella 4x50m misti.
Anversa 2001: oro nei 50m rana, nei 100m rana e nella 4x50m sl.
Riesa 2002: oro nei 50m rana e nei 100m rana, bronzo nei 100m misti, nella 4x50m sl e nella 4x50m misti.
Dublino 2003: oro nei 50m rana, argento nei 100m rana e bronzo nella 4x50m sl.
Vienna 2004: oro nei 50m rana, argento nei 100m rana e nella 4x50m misti.
Trieste 2005: oro nei 50m rana e nei 100m rana, argento nei 100m misti e nella 4x50m misti.
Helsinki 2006: oro nei 50m rana e nei 100m rana.
Debrecen 2007: oro nei 50m rana.
- Universiadi

Pechino 2001: oro nei 50m rana e nei 100m rana.
Daegu 2003: oro nella 4x100m misti, argento nei 50m rana e bronzo nei 100m rana.
Smirne 2005: oro nei 50m rana e nei 100m rana e nella 4x100m misti.